# Radar Men from the Moon
Radar Men From the Moon is een Amerikaanse serie uit 1952. Dit was een film in 12 hoofdstukken geknipt en op verschillende momenten uitgezonden in de bioscoop (vaak als voorfilmpje). Elk hoofdstuk (behalve het laatste) eindigde op een cliffhanger.
Alle hoofdstukken zijn tegenwoordig publiek domein.

## Hoofdstukken
- Moon Rocket
- Molten Terror
- Bridge Of Death
- Flight To Destruction
- Murder Car
- Hills Of Death
- Camouflaged Destruction
- The Empty Planet
- Battle In The Stratosphere
- Mass Execution
- Planned Pursuit
- Death Of The Moon Man

## Cast
| Acteur               | Personage                  |
| -------------------- | -------------------------- |
| George Wallace       | Commando Cody              |
| Aline Towne          | Joan Gilbert               |
| Roy Barcroft         | Retik, Heerser van de Maan |
| William Bakewell     | Ted Richards               |
| Clayton Moore        | Graber                     |
| Peter Brocco         | Krog                       |
| Robert R. Stephenson | Daly                       |
| Don Walters          | Mr. Henderson              |
| Tom Steele           | Zerg                       |

## Achtergrond
De serial werd in verschillende afleveringen van Mystery Science Theater 3000 bespot.